# Сен-Бонне-ан-Шансор
Сен-Бонне́-ан-Шансо́р (фр. Saint-Bonnet-en-Champsaur, окс. Sant Bonet de Champsaur) — коммуна во Франции, находится в регионе Прованс — Альпы — Лазурный Берег. Департамент коммуны — Верхние Альпы. Главный город кантона Сен-Бонне-ан-Шансор. Округ коммуны — Гап.
Код INSEE коммуны — 05132.

## Население
Население коммуны на 2008 год составляло 1683 человека.
| 1921 | 1926 | 1931 | 1936 | 1946 | 1954 | 1962 | 1968 | 1975 | 1982 | 1990 | 1999 | 2008 |
| ---- | ---- | ---- | ---- | ---- | ---- | ---- | ---- | ---- | ---- | ---- | ---- | ---- |
| 1239 | 1321 | 1311 | 1357 | 1166 | 1182 | 1196 | 1199 | 1236 | 1263 | 1371 | 1466 | 1683 |

## Экономика
В 2007 году среди 1001 человека в трудоспособном возрасте (15—64 лет) 733 были экономически активными, 268 — неактивными (показатель активности — 73,2 %, в 1999 году было 71,0 %). Из 733 активных работали 664 человека (363 мужчины и 301 женщина), безработных было 69 (21 мужчина и 48 женщин). Среди 268 неактивных 93 человека были учениками или студентами, 83 — пенсионерами, 92 были неактивными по другим причинам.

## Известные уроженцы
- Франсуа де Бонн герцог Ледигьер (1543—1626) — французский полководец, последний коннетабль Франции (1622).

## Фотогалерея
- Сен-Бонне-ан-Шансор
- Памятник Наполеону I
- Фонтан на площади Гренет
- Дом-башня на площади Гренет, реставрирован в 2010 году